# Mara Ávila
Mara Ávila (Buenos Aires, 30 de octubre de 1979) es una licenciada en ciencias de la comunicación, guionista y directora de cine argentina.

## Biografía
Ávila nació el 30 de octubre de 1979 en la ciudad de Buenos Aires. Fue hija de María Elena Gómez, una profesora de inglés. El 19 de julio de 2005, la pareja de Gómez, el expolicía Ernesto Jorge Narcisi la asesinó en el barrio de Puerto Madero de la ciudad de Buenos Aires. Narcisi fue condenado a nueve años de prisión por homicidio simple. En ese entonces, el agravante de femicidio no existía en el Código Penal de la Nación Argentina.

## Formación y trayectoria
Cuando terminó sus estudios secundarios, ingresó a la carrera de Ciencias de la Comunicación en la Universidad de Buenos Aires.
En 2014, durante la etapa final de su carrera, decidió realizar un documental en primera persona contando su experiencia como hija de una víctima de femicidio como tesina audiovisual de grado. 
En septiembre de 2014, presentó una ponencia en el Centro Cultural de la Cooperación, donde conoció a Carolina Reynoso, quien luego fue la productora de su película, Femicidio. Un caso, múltiples luchas. Ávila comentó que, al momento de escribir el guion, le sirvieron de referencia los documentales de los hijos de desaparecidos que fueron narrados en primera persona.
En mayo de 2015, consiguió un subsidio del Instituto Nacional de Cine y Artes Audiovisuales (INCAA) para costear la filmación.

En marzo del 2014 decidí que iba a hacer el documental y la primera vez que pude salir a la calle a hacer un presente por mi mamá fue justamente en el primer Ni una menos de 2015, así que el crecimiento del movimiento de mujeres y del colectivo LGBT fueron contemporáneos con mi proceso de encontrarle un sentido social a lo que había pasado con mi mamá.

En diciembre de 2018, obtuvo su título de licenciada en Ciencias de la Comunicación de la Facultad de Ciencias Sociales (Universidad de Buenos Aires). El 7 de marzo de 2019, el documental se estrenó en el cine Gaumont de esa ciudad, en el marco del Día Internacional de la Mujer Trabajadora. Sobre su trabajo expresó:

El filme muestra estos 13 años de duelo, el proceso de lucha y fortalecimiento, y analiza cómo los medios de comunicación cubrieron este femicidio, y cómo, siendo hija de la víctima, me afectó la forma sensacionalista en que hablaron de ´Drama pasional en Puerto Madero´ al referirse al femicidio de mi mamá.

Desde 2020, y en la oferta académica de la carrera de ciencias de la comunicación de la Universidad de Buenos Aires, dicta el seminario optativo Herramientas para el desarrollo de un proyecto documental como tesina audiovisual, junto con Eduardo Cartoccio, docente de la Universidad de Buenos Aires, realizador de cine documental y que fuera el tutor de su tesina.
Entre 2020 y 2022, Femicidio. Un caso, múltiples luchas participó en diversos eventos internacionales. En 2020, fue parte de la Muestra Internacional de Cine de los 16 Días de Activismo contra la Violencia hacia las Mujeres y las Niñas. En 2021, formó parte de la programación del Toronto International Film Festival y del Festival Internacional de Cine de Cuenca. El 8 de marzo de 2021 la Secretaría de Cultura de la Ciudad de México proyectó el film vía streaming.
En enero de 2024 estrena una nueva película Mover (lo que no se ve), con el apoyo del INCAA, que tiene por eje la danza.

## Premios y reconocimientos
- 2021: Premio a la excelencia otorgado durante la Competencia de Primavera de WRPN Women’s International Film Festival de Estados Unidos.[6]
- 2022: Premio Argentores a la Producción Autoral por el guion del documental.[12][1][13][14]